# 耶拿勒布尼茨
耶拿勒布尼茨（德語：Jenalöbnitz）是德国图林根州的一个市镇。总面积3.94平方公里，总人口155人，其中男性74人，女性81人（2011年12月31日），人口密度39人/平方公里。